# Hồ chứa nước Kremenchuk
Hồ chứa nước Kremenchuk (tiếng Ukraina: Кременчуцьке водосховище, Kremenchuts’ke Vodoskhovyshche) là hồ chứa nước lớn nhất trên sông Dnepr. Hồ chứa nước được đặt tên theo thành phố Kremenchuk, có tổng diện tích là 2.250 km2 thuộc lãnh thổ các tỉnh Poltava, Cherkasy và Kirovohrad tại miền trung của Ukraina.
Hồ chứa nước dài 149 km, rộng 28 km, và có độ sâu trung bình là 6 m. Tổng dung tích nước là 13,5 km³.
Nước của hồ chủ yếu được dùng cho tưới tiêu, kiểm soát lũ, ngư nghiệp và giao thông trong khu vực. Các cảng chính nằm ven hồ là Cherkasy và Svitlovodsk (tên cũ là Khrushchev). Sông Sula chảy vào hồ, hình thành một vùng đồng bằng châu thổ với nhiều đảo.
Hồ chứa hình thành vào năm 1959 khi nhà máy thủy điện Kremenchuk được xây dựng. Hồ tích nước làm ngập toàn bộ huyện Novoheorhivsk gồm có 23 điểm dân cư, trong đó có các địa điểm lịch sử như Kryliv, Novoheorhivsk.

|
|